# Club de Deportes Vallenar
El Club de Deportes Vallenar es un club de fútbol de Chile, con sede en la ciudad de Vallenar, Región de Atacama. Fue fundado el 6 de junio de 2013 y actualmente juega en la Tercera División B, tras una temporada fuera de competencias nacionales.

## Historia
El club fue fundado como Estrella del Huasco, en la población Baquedano de Vallenar. Es el único que representa y ha representado a la ciudad de Vallenar en el fútbol profesional chileno.
El año 2013 fue aceptado para jugar en la Tercera División B de Chile, acompañado de otros seis clubes. Estrella del Huasco fue el único de los seis clubes que procedía de la zona norte.
Durante el Torneo de Apertura de ese año, el club terminó primero de su grupo, obteniendo 3 puntos de bonificación para el siguiente torneo. En el Campeonato de Clausura, el club terminó en la tercera posición en el "Grupo Norte". Con dicho resultado, se clasificó al hexagonal final para posteriormente obtener el subcampeonato, que los premió con el ascenso a la Tercera División A.
En el 2014, tras ascender a la Tercera División A, cambió su nombre a Club de Deportes Vallenar. En dicha competencia, logró quedar en la 5ª posición de la tabla.
Para el siguiente año, Deportes Vallenar logró asegurar un cupo al ascenso, tras vencer por dos goles a cero a Deportivo Estación Central, ante más de 4.975 espectadores en el Estadio Municipal Nelson Rojas, subiendo al fútbol profesional por primera vez en la historia de aquella comuna.

### Ascenso al Profesionalismo y
Durante su primera incursión en el profesionalismo, en el torneo de Segunda División Profesional 2016-17, no se tomaron buenas decisiones a lo largo del torneo, ya que el equipo pasó la mayor parte del tiempo en la parte baja de la tabla, a pesar de contratar a tres técnicos diferentes a lo largo de la competición. Con la llegada de Ramón Climent, el equipo encontró su mejor versión, pero no logró zafar de las posiciones de descenso. El equipo verde finalizó penúltimo, pero con el descenso por secretaría de Lota Schwager, logró mantenerse en la categoría.

### Época dorada
Para el Torneo de Transición 2017, el equipo fue adquirido por el empresario John Sol, quien realizó una fuerte inversión para afrontar el torneo, y el 3 de diciembre logró adjudicarse el campeonato a una fecha del final, al igualar 1 a 1 con Independiente de Cauquenes, y así lograr su primer título profesional.
Luego de la consagración, se enfrentó en una llave de ida y vuelta con Deportes Melipilla, subcampeón del torneo anterior, para definir el ascenso a la Primera B. Deportes Vallenar perdió en el duelo de ida por 0 a 1, pero en el encuentro de vuelta, disputado en el Municipal Nelson Rojas, se impuso por 2 a 1, lo que obligó a definir el ascenso por tanda de penales. En esta definición, el conjunto Albiverde derrotó a Melipilla por 5 a 4. Sin embargo, un penal mal ejecutado por el jugador de Vallenar Juan Silva, que realizó un amague antes de golpear el balón, y que el árbitro del encuentro Eduardo Gamboa, decidió repetirlo (según su informe por adelantamiento del arquero), cuando según el reglamento de los penales (que fue modificado en julio de 2017 y que el propio Gamboa lo desconoció públicamente), debió haber sido determinado como inválido, llevó a que tres días después la Asociación Nacional de Fútbol Profesional (ANFP), dictaminara repetir los lanzamientos penales sin público y a puertas cerradas, en el Estadio La Portada de La Serena.
Esta repetición de los lanzamientos penales, se llevó a cabo el día 27 de diciembre de 2017, donde finalmente ascendió Deportes Melipilla (que se presentó ese día), debido a que Deportes Vallenar no se presentó, por sus intenciones legales, asegurando que su cupo en la Primera B, les pertenece y su decisión de ir a la FIFA y al TAS, de recuperar el cupo perdido, pero las intenciones legales de Vallenar, no dieron resultados y el equipo nortino, perdió definitivamente su cupo en la Primera B, dándole su cupo al equipo melipillano.

### La debacle institucional
El 12 de diciembre de 2018 y luego de una pésima campaña, en el torneo de la Segunda División Profesional 2018, donde disputó la Liguilla del descenso con otros cuatro equipos, la ANFP decidió desafiliar a Deportes Vallenar del organismo de Quilín, debido a que el equipo nortino, siguió recurriendo a las justicias ordinarias, algo que hasta ese entonces, estaba prohibido por la ANFP, por motivos de presiones de la FIFA. pero esa situación llegó a buen puerto, gracias a la gestión de su presidente John Sol y del gerente del club, que durante varios meses de reuniones, lograron llegar a un acuerdo con el actual timonel de la ANFP, por lo que el club continuó en la categoría.
En la temporada 2020 Deportes Vallenar mantuvo una lucha cuerpo a cuerpo con Deportes Concepción, para mantenerse en la categoría. En la última fecha del campeonato, se enfrentaron ambos conjuntos en el Estadio Ester Roa Rebolledo, donde un triunfo era necesario, para mantenerse en Segunda División Profesional. El encuentro terminó con una victoria de 2-0 para Vallenar, con tantos de Ariel Salinas y Franco Seida, lo que marcó la permanencia del club en la división. Sin embargo, el 25 de marzo de 2021, la Segunda Sala del Tribunal de Disciplina de la ANFP ratificó un descuento de tres puntos para Deportes Vallenar, debido a incumplimientos en el pago de remuneraciones a cuatro jugadores, lo que decretó el descenso del club a la Tercera División A y de paso, mantuvo a Deportes Concepción en el profesionalismo.
Para el año 2021, Deportes Vallenar disputó el torneo de Tercera División A, donde estando en el Grupo A, los nortinos no lograron ganar ningún encuentro y terminaron su participación, con una polémica interna entre jugadores, cuerpo técnico y dirigencia, finalmente el club descendería a la Tercera División B en la penúltima fecha, tras no presentarse a jugar ante Quintero Unido, en la Región de Valparaíso. siendo esta su última participación a nivel nacional.
Para la temporada 2022, Deportes Vallenar postuló a la Tercera División B, como equipo descendido desde la categoría mayor. Sin embargo, la ANFA decidió no aceptarlos: "no cumple con los estándares deportivos y administrativos necesarios para ser parte de la categoría", así lo catalogó el ente rector, que dejó al conjunto verde sin participación, durante la temporada 2022 del fútbol chileno, finalizando años de descensos y problemas dentro de la institución, tras el fallido ascenso a la Primera B en 2017.
A finales de 2022, la institución informó que logró ser aceptada en el torneo de Tercera B 2023, en el retorno a los torneos nacionales, tras un año de receso.
En la torneo de Tercera B 2023, Deportes Vallenar luchó hasta las últimas fechas, para conseguir un cupo en la Liguilla Final; pero finalmente, el equipo vallenarino no pudo conseguir ese cupo al Octogonal Final, terminando tercero en el Grupo Norte, por detrás de Municipal Ovalle y Simón Bolívar (equipo que posteriormente, terminó descendiendo a su asociación originaria, por decisión propia, en plena participación de ese equipo en la Liguilla Final), manteniéndose un año más en la Tercera B.
En el torneo de Tercera B 2024, el equipo albiverde le peleó palmo a palmo el título del Grupo Norte y el ascenso a la Tercera A 2025 a Quintero Unido; sin embargo, Deportes Vallenar sufrió la resta de 3 puntos del partido ante Coliseo de Algarrobo, por la mala inscripción de un jugador en ese partido, lo que provocó el ascenso del equipo de la Quinta Región a la Tercera División A y la clasificación de Deportes Vallenar, a la Liguilla por el Cuarto Ascenso a la categoría mencionada.

## Estadio
El Estadio Municipal Nelson Rojas se ubica en la comuna de Vallenar, en la Provincia del Huasco, Región de Atacama. Tiene una capacidad actual estimada en 5.000 espectadores, con una asistencia récord en el duelo entre Deportes Vallenar y Deportivo Estación Central, en donde el cuadro local venció a los capitalinos ante cerca de 4.975 personas en las tribunas, el cual significó el ascenso del conjunto verde por primera vez al fútbol profesional.

## Uniforme
- Uniforme titular: Camiseta listada verde y blanca, pantalón verde y medias verdes.
- Uniforme alternativo: Camiseta blanca, pantalón blanco y medias blancas.

### Uniforme titular
| 2017 | 2019 | 2020-21 |

### Uniforme alternativo
| 2019 | 2020-21 |

### Equipamiento
| Período   | Proveedor |
| --------- | --------- |
| 2013-2014 | Romma     |
| 2015-2016 | JCQ       |
| 2016-2017 | Masitri   |
| 2017-2019 | KS7       |
| 2020-2024 | TDeportes |
| 2025-     | KS7       |

| Período   | Auspiciador   |
| --------- | ------------- |
| 2013-2015 | Tamarugal     |
| 2016-2017 | Vecchiola     |
| 2017-2021 | Comercial Sol |
| 2023      | Raza          |
| 2024      | Guacolda      |

## Datos del club
- Temporadas en 2ª División Profesional: 5 (2016-2020)
- Temporadas en 3ª División A: 3 (2014-2015; 2021)
- Temporadas en 3ª División B: 2 (2013; 2023-)
- Primer partido en torneos nacionales oficiales: 5-1 Real Juventud San Joaquín (4 de mayo de 2013)[19]
- Mayor goleada conseguida:
  - En torneos nacionales: 8-1 contra Nueva San Ramón, en el Transición de Tercera B 2013.
- Mayor goleada recibida:
  - En torneos nacionales: 6-2 ante Colchagua en la Tercera División A 2014.
  - En torneos nacionales: 7-3 ante Brujas de Salamanca en la Tercera División A 2021.
- Más victorias en una sola temporada: 18 (Tercera División A 2015)
- Más derrotas en una sola temporada: 9 (Torneo de Clausura de Tercera División B 2013)
- Mayor racha de partidos sin perder: 9 (Tercera División A 2014)
- Máximo de partidos ganados consecutivamente: 7 (Tercera División A 2014)

## Entrenadores

### Cronología
- Ramón Climent (2013)
- Wilson Contreras (2014)
- Ramón Climent (2015)
- Rubén Martínez (2016)
- Nelson Cossio (2016)
- Francisco Michea (2016-2017)
- Ramón Climent (2017-2018)
- Gerardo Silva (2018)
- Jeremías Viale (2019)
- Pablo Pacheco (2019-2020)
- Jeremías Viale (2020-2021)
- Fernando Guajardo (2021)
- Jaime Pacheco (2023)
- Ramón Climent (2023)
- Dennis Contreras (2024)
- Matías Ceriche (2024)
- Ricardo Fuentes (2024-)

## Palmarés

### Torneos nacionales
- Segunda División Profesional (1): Transición 2017
- Subcampeón de la Tercera División A (1): 2015
- Subcampeón de la Tercera División B (1): Clausura 2013